# Praça da Bandeira (São Paulo)
A Praça da Bandeira é um logradouro situado no distrito da República, no Centro do município de São Paulo. É uma associação entre o Largo da Bixiga e o Largo do Piques. Até a década de 1960, foi um espaço público com jardins. Hoje, quase toda a área é cortada por avenidas, viadutos e passarelas, possuindo também um terminal de ônibus municipal que atende diversas regiões da cidade.

## História
O nome Praça da Bandeira foi proposto pelo vereador Décio Grisi, por meio de projeto apresentado em 1949 e aprovado em 27 de março de 1950, como homenagem à bandeira brasileira. Mas, antigamente, o logradouro teve o nome de Largo do Riachuelo, em homenagem à Batalha do Riachuelo.
Em 1968, o prefeito José Vicente Faria Lima anunciou a construção de um viaduto ligando as avenidas 9 de Julho e Anhangabaú, passando por cima do acesso da 23 de Maio ao vale. Conhecido inicialmente como Viaduto da Praça da Bandeira ou simplesmente Viaduto da Bandeira, em dezembro de 1971 ele recebeu a denominação de Viaduto Doutor Eusébio Steveaux, em homenagem ao francês (1826–1904) que tinha sido superintendente de Obras Públicas nas gestões de Abelardo de Brito e Florêncio de Abreu como governadores do estado, quando o cargo ainda era conhecido como presidente da província. A praça serve como confluência entre as avenidas 23 de Maio e 9 de Julho, vindas da zona sul e cujo fluxo segue para a zona norte da cidade por meio do túnel sob o Vale do Anhangabaú.
O mastro da Praça da Bandeira, instalado originalmente em 1970, é um dos símbolos do Centro e foi recuperado e inaugurado em 9 de fevereiro de 2008. A praça possui um terminal de ônibus da SPTrans que ocupa a maior parte de sua área. Esse terminal está localizado no fim do corredor de ônibus Santo Amaro-Nove de Julho-Centro.
Na região, há também um edifício dos anos 1920, tombado como patrimônio histórico, que era ocupado pela companhia de eletricidade Light (subestação de energia Riachuelo da Eletropaulo) e foi requalificado para ser o Centro Cultural da Estação Red Bull, o novo projeto arquitetônico da Triptyque, com um papel importante na reabilitação do Centro.
Um fato marcante ocorrido na Praça da Bandeira foi o incêndio no Edifício Joelma, em 1 de fevereiro de 1974. Após o incêndio, o prédio ficou interditado para obras por quatro anos. Com o fim das reformas, em outubro de 1978, foi reaberto e renomeado Edifício Praça da Bandeira.

## Terminal Bandeira da SPTrans
Instalado na Praça da Bandeira, o Terminal Bandeira é um dos 32 grandes terminais urbanos da cidade de São Paulo. Com as obras do Metrô, iniciadas em 1968, muitos pontos de ônibus foram transferidos da Praça da Sé e adjacências para dois novos pontos terminais: Parque Dom Pedro II e Praça da Bandeira. Essa estrutura improvisada funcionou como terminal na Praça da Bandeira até a metade da década de 1990, quando foi totalmente revitalizada. 
O novo Terminal Bandeira, inaugurado pelo então prefeito Paulo Maluf, em 8 de novembro de 1996, tem uma área total de 19,9 mil metros quadrados e uma capacidade de 110 mil passageiros por dia. Tem integração paga com a Estação Anhangabaú da Linha 3–Vermelha do Metrô e tem relativa proximidade com outro terminal urbano, o Correio. Foi o maior terminal de ônibus do centro da cidade até a reinauguração do Terminal Parque Dom Pedro II, no mesmo ano.